# Marin Preda
Marin Preda (5 d'agost 1922 - 16 de maig 1980) fou un escriptor romanès, considerat un dels més importants autors en llengua romanesa de la segona meitat del segle xx.
Preda va néixer a la província romanesa de Teleorman, dins d'una família pagesa. Va cursar els seus estudis de primària a l'escola del poble, destacant-se com un alumne brillant. L'any 1940 es traslladava a Bucarest i en poc temps es convertia en articulista de la revista "Timpul" (en català El Temps).
L'any 1943 publicava el seu primer relat anomenat "Calul" (en català "El cavall") i el llegia a un dels més prestigiosos cercles literaris del moment a la capital romanesa que dirigia Eugen Lovinescu. Aquest relat fou posteriorment inclòs en el seu primer volum de debut, editat l'any 1948 sota el nom de "Întâlnirea din pământuri" (en català "La trobada de les terres").
El mateix any 1943 fou cridat a servir a l'exèrcit romanès, que en aquells moments lluitava al costat de les tropes de l'Eix. Les tropes romaneses estaven participant activament a la batalla de Stalingrad al costat de l'Alemanya d'Adolf Hitler. L'agost de 1944 Romania trencava el seu pacte amb Alemanya i li declarava la guerra, signant la pau amb els Aliats. Tots aquests esdeveniments Marin Preda els va viure en primera persona, ja que com a militar de lleva va viure tot un seguit d'experiències que posteriorment recollirien les seves novel·les.
Finalment l'any 1945 Preda terminà el seu servei militar i es reincorporà a la vida civil, començant a treballar com a articulista al diari "România Liberă" (en català "Romania Lliure"), i posteriorment a partir de l'any 1948, com a editor a la revista "Viaţa Românească" (en català "Vida Romanesa"). L'any 1949 publicava la seva segona novel·la "Ana Roşculeţ" i tres anys més tard la tercera, "Desfăşurarea" (en català "Desenrotllar").
Però sense cap mena de dubte el seu èxit i reconeixement com a escriptor li va arribar arran de la publicació de la seva obra més coneguda "Moromeţii" (en català "Els Moromete") l'any 1955 on parla de la vida d'una família rural romanesa i com la seva vida i el seu món es van transformant amb els canvis polítics que es van produint a Romania, canvis que als que primer són aliens però que acabaran arribant a aquest medi rural. Així a poc a poc arriben les notícies al voltant de la caiguda de la Monarquia i l'arribada del comunisme a Romania. Moromeţii fou ben rebuda tant per la crítica com pel públic i l'any 1956 va rebre el Premi de Literatura Estatal de Romania.
L'any 1956 va escriure "Ferestre întunecate" (en català "Finestres fosques"), tres anys més tard, 1959, "Îndrăzneala" (en català "L'atreviment") i l'any 1962 escrivia "Risipitorii" (en català "Els malgastadors").
L'any 1965 Marin Preda era elegit vicepresident de la "Uniunea Scriitorilor" (en català Unió d'Escriptors), una mena d'agrupació de tots aquells escriptors romanesos que podien publicar els seus treballs, ja que tots ells seguien els principis establerts pel règim comunista romanès.
Preda publicà l'any 1967 la segona part de "Moromeţii" (en català "Els Moromete") i un any més tard "Intrusul" ("L'intrús"). L'any 1970 fou nomenat director de la revista "Cartea Românească" (en català "Carta Romanesa"), responsabilitat que mantingué fins a la seva mort. Dos anys més tard publicava dues noves novel·les més, "Imposibila întoarcere" (en català "Impossible tornar") i "Marele singuratic" (en català "El gran solitari"), a més de reeditar un any més tard "Întâlnirea din pământuri". L'any 1974 rebia un altre reconeixement a la seva obra i la seva aportació a la llengua i cultura romanesa quan era nomenat membre de l'Acadèmia Romanesa. Un any més tard tornava a publicar una altra obra, "Delirul" (en català "El deliri") i l'any 1977 "Viaţa ca o pradă" (en català "La vida com un saqueig").
Pel que fa a la seva vida personal l'any 1954 es va casar amb Aurora Cornu, de la que es divorcia l'any 1959. Posteriorment es casa amb Eta Vexler, però aquesta fou expulsada de Romania i es va refugiar a França, no tornant-la Preda a veure mai més. Més tard es casà amb la seva tercera dona, Elena, amb la qual tingué dos fills, Nicolae i Alexandru.
L'any 1980 publicà la que seria la seva darrera obra i també una de les més conegudes i compromeses "Cel mai iubit dintre pământeni" (en català "El més estimat d'entre els terrícoles"), on feia una forta crítica al règim comunista romanès, motiu pel qual, després de la seva publicació, sorprenentment la censura comunista no va oposar-se a la publicació del llibre, estant aquest unes quantes setmanes al mercat. Però finalment les autoritats romaneses decretaren la retirada del llibre del mercat, així com la confiscació de tots aquells exemplars que es trobaven a les universitats, biblioteques i llibreries.
El 16 de maig 1980 Marin Preda moria en estranyes circumstàncies. Segons la versió oficial Preda hauria mort com a causa d'una deficiència respiratòria mentre estava a la residència d'escriptors existent al Palau de Mogoşoaia. Ràpidament varen circular molts rumors i versions sobre la seva mort, així mentre uns apuntaven que Preda hauria mort asfixiat pels seus propis vòmits a causa d'un estat de borratxera extrem, altres apuntaven que havia mort assassinat pel règim comunista. En aquest sentit s'ha de dir que algunes de les persones que haurien vist el cos de Marin Preda abans del seu enterrament apunten que aquest tenia una ferida de bala al cap i que aquest hauria estat un assassinat emmascarat pel règim comunista romanès. El seu germà Saie Preda defensa que Marin Preda fou assassinat per la Securitate Statului (en català Seguretat de l'Estat). En tot cas el dossier personal que la Securitate tenia sobre Marin Preda va desaparèixer dels arxius de la Securitate i encara avui en dia les causes de la mort de Preda són desconegudes, tot i que és més probable que fora una víctima del règim comunista romanès.

## Principals obres
- 1948 - Întâlnirea din pământuri ("La trobada de les terres")
- 1949 - Ana Roşculeţ
- 1952 - Desfăşurarea ("Desenrotllar")
- 1955 - Moromeţii ("Els Moromete")
- 1956 - Ferestre întunecate ("Finestres fosques")
- 1959 - Îndrăzneala ("L'atreviment")
- 1962 - Risipitorii ("Els malgastadors")
- 1967 - Moromeţii ("Els Moromete"), segona part
- 1968 - Intrusul ("El intrús")
- 1972 - Imposibila întoarcere ("Impossible tornar")
- 1972 - Marele singuratic ("El gran solitari")
- 1973 - Întâlnirea din pământuri, segona edició
- 1975 - Delirul ("El deliri")
- 1977 - Viaţa ca o pradă ("La vida com un saqueig")
- 1980 - Cel mai iubit dintre pământeni ("El més estimat d'entre els terrícoles")